# محلة الإمام عون الدين
الإمام عون الدين حي من الأحياء الصغيرة في مدينة الموصل القديمة في العراق. يقع إلى الشرق من محلة شهر سوق وكانت يشتهر في السابق باسم محلة الطالبيين.

## أصل التسمية
نسبة إلى مرقد الإمام عون الدين بن الحسن بن علي الذي أنشأه بدر الدين لؤلؤ في القرن 7هـ/13م.

## أهم معالمه
- مرقد الامام عون الدين: يقع في المحلة التي سميت باسمه في مدينة الموصل، ويعرف أيضا بمرقد «ابن حسن». بناه حاكم الموصل الاتابكي بدر الدين لؤلؤ في سنة 640هـ/1243م. يشبه إلى حد كبير مرقد الإمام يحيى بن القاسم الواقع في محلة الميدان في الموصل أيضا.[3]
- دار السيد محمد صديق الجليلي: عميد الأسرة الجليلية العريقة في الموصل وتعد إحدى أجمل الدور السكنية في المدينة القديمة وذلك لاصالة طراز بنائها الشرقي وتنظيمها الداخلي.[4]
- مدرسة سعد الدين نعمان آغا الخزندار: تقع في محلة الامام عون الدين مقابل جامع الامام المذكور. شيدها سعد الدين بن نعمان اغا سنة 1241هـ/1825م كما هو مثبت على بابها. وفي العشرينات كانت مهملة وتحولت إلى دار سكن يسكنها أحد احفاد مشيدها وفي سنة 1953 انهارت المدرسة وتحولت إلى كومة انقاض.[5]